# Orchestre national d'Iran
 (signalé en août 2025).
Si vous disposez d'ouvrages ou d'articles de référence ou si vous connaissez des sites web de qualité traitant du thème abordé ici, merci de compléter l'article en donnant les références utiles à sa vérifiabilité et en les liant à la section « Notes et références ».
- Archive Wikiwix
- Bing
- Cairn
- DuckDuckGo
- E. Universalis
- Gallica
- Google
- G. Books
- G. News
- G. Scholar
- Persée
- Qwant
- (zh) Baidu
- (ru) Yandex
- (wd) trouver des œuvres sur Wikidata

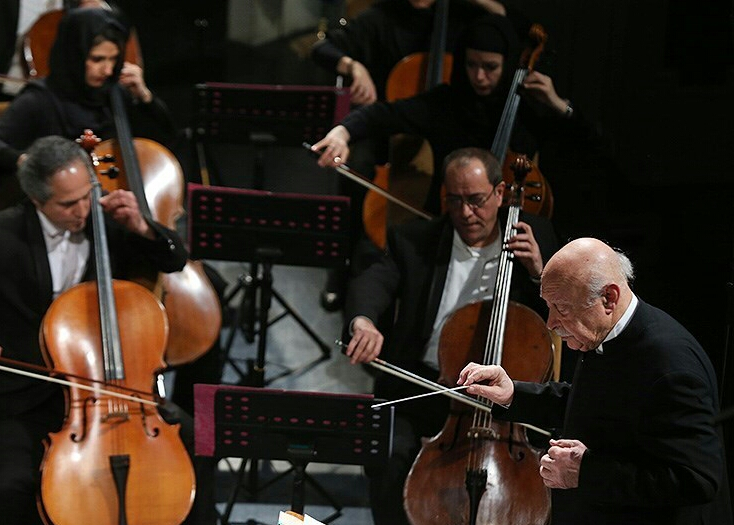
L'orchestre national d'Iran.

L'orchestre national d'Iran (en persan : ارکستر ملی ایران) est un orchestre formé en 1998 par Farhad Fakhreddini qui s'est dissous en 2012. Il était surtout formé d'instruments à cordes et d'instruments à vent, dont un certain nombre d'instruments traditionnels persans. Pendant les quatorze années de son existence, il a interprété surtout des morceaux de compositeurs classiques iraniens.
Son concert d'inauguration qui s'est tenu à la salle Roudaki de Téhéran a donné des œuvres d'Ali Tadjvidi, de Farhad Fakhreddini et d'Hossein Alizadeh (le père d'André Hossein), chantées par Mohammad Reza Shadjarian.
L'orchestre national d'Iran a donné des concerts à l'étranger, notamment en Suisse et au Koweït. Il s'est dissout en octobre 2012, officiellement pour des raisons budgétaires.